# Lignères
Lignères är en kommun i departementet Orne i regionen Normandie i nordvästra Frankrike. Kommunen ligger i kantonen Le Merlerault som tillhör arrondissementet Argentan. År 2022 hade Lignères 29 invånare.

## Befolkningsutveckling
Antalet invånare i kommunen Lignères
| Referens: INSEE |